# DB Netz

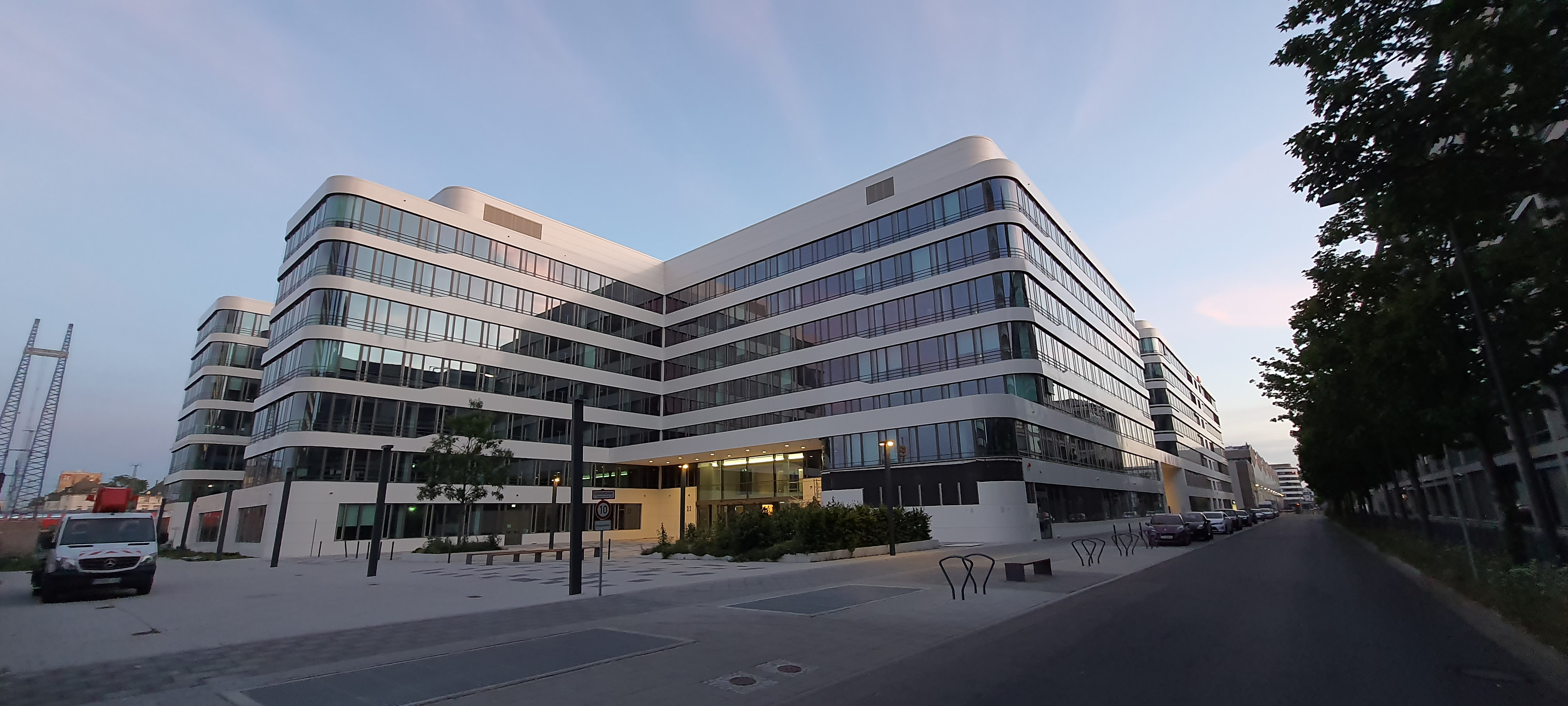
Firmensitz der DB Netz („NETZwerk“) in der Adam-Riese-Straße in Frankfurt am Main

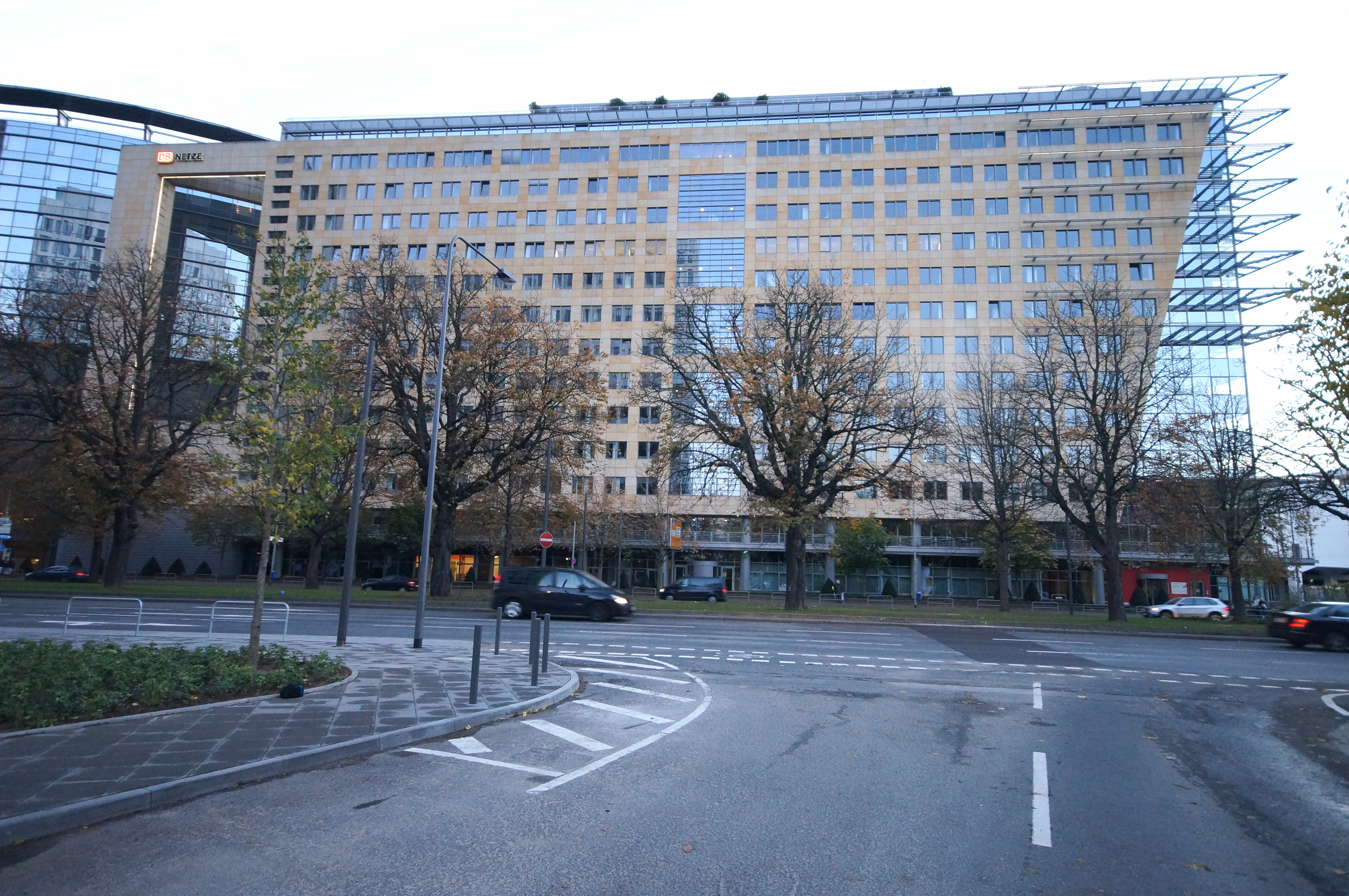
Der ehemalige Firmensitz von DB Netz in der Theodor-Heuss-Allee in Frankfurt am Main

Die DB Netz AG war ein hundertprozentiges Tochterunternehmen der Deutschen Bahn (DB) und der größte Betreiber von Eisenbahninfrastruktur in Deutschland. Das Schienennetz (2021: 33.288 km) ist das größte in der Europäischen Union.
Das Unternehmen entstand im Zuge der zweiten Stufe der Bahnreform. Es wurde zum 27. Dezember 2023 in DB InfraGO AG umbenannt und mit der DB Station&Service AG verschmolzen.

## Geschichte
Die DB Netz AG ging im Zuge der zweiten Stufe der Bahnreform zum 1. Januar 1999 aus dem Unternehmensbereich Fahrweg der Deutschen Bahn AG hervor.
Zum 1. März 1998 wurde die Netzinstandhaltung teilweise an DB Bahnbau ausgegliedert. Diese Arbeitsteilung wurde zum 1. September 1999 rückgängig gemacht, nachdem der erwartete Erfolg ausblieb. Bei DB Bahnbau verblieben die Felder der Bauproduktion, Großinstandsetzung, Oberbauschweißungen und Ingenieurbau. DB Netz übernahm wieder Wartung, Weichenpflege und Instandsetzung, sofern DB Bahnbau oder Drittunternehmen im Einzelfall nicht damit beauftragt wurden.
Zum 1. Januar 2001 wurde das Unternehmen umstrukturiert. Dabei wurden drei Segmente „Fern- und Ballungsnetz“, „Regionalnetz“ und „Zugbildungsanlagen/Umschlagbahnhöfe“ gebildet.
Am 13. Januar 2006 konstituierte sich der sogenannte Netzbeirat des Unternehmens. Das beratende 17-köpfige Gremium ist mit Vertretern von Eisenbahnverkehrsunternehmen und Aufgabenträgern besetzt; seine Mitglieder werden durch das Eisenbahn-Bundesamt ausgewählt. Seine Einrichtung ging aus entsprechenden Regelungen des im August 2005 novellierten Allgemeinen Eisenbahngesetzes hervor.
Seit 2007 betreibt das Unternehmen ein sogenanntes Vegetationsmanagement, das mit 90 Millionen Euro pro Jahr das größte Präventionsprogramm in der Instandhaltung sei.
2011 legte das Unternehmen einen sogenannten Netzfonds auf, aus dem kurzfristig realisierbare Investitionen zur Kapazitätserweiterung finanziert werden sollen. 2012 wurden sechs derartige Projekte abgeschlossen.
Für den Netzfahrplan 2013 verzeichnete das Unternehmen mit fast 60.000 Trassenanmeldungen von mehr als 380 Eisenbahn-Verkehrsunternehmen einen neuen Rekord. Daneben wurden rund 950.000 Trassen für Gelegenheitsverkehre angemeldet.
Seit dem 1. Juni 2016 ist das Tochterunternehmen DB Bahnbau ein 100%iges Tochterunternehmen der Deutschen Bahn AG.
Zum 1. Oktober 2020 trat eine Neuorganisation des Unternehmens in Kraft. Laut Unternehmensangaben sei es die erste grundlegende Reform seit 25 Jahren. Mit einem breiten Ressort, das die Kapazität des Netzes verwalten soll, könne die Kleinstaaterei im Bahnnetz beendet werden. Außerdem wurden die 34 Regionalnetze wieder eingegliedert.

## Netzentwicklung

### Länge des Strecken- und Gleisnetzes
| [ 11 ] [ 12 ] [ 13 ] [ 14 ] [ 15 ] [ 16 ] [ 17 ] [ 18 ] | 1999   | 2005   | 2006   | 2007   | 2008   | 2009   | 2010   | 2011   | 2012   | 2013   | 2014   | 2015   | 2016   | 2017   | 2018   | 2019   | 2020   | 2021   |
| ------------------------------------------------------- | ------ | ------ | ------ | ------ | ------ | ------ | ------ | ------ | ------ | ------ | ------ | ------ | ------ | ------ | ------ | ------ | ------ | ------ |
| Streckenlänge (km)                                      | 37.679 | 34.218 | 34.019 | 33.897 | 33.601 | 33.468 | 33.417 | 33.378 | 33.319 | 33.295 | 33.281 | 33.194 | 33.241 | 33.348 | 33.299 | 33.291 | 33.286 | 33.288 |
| Gleislänge (km)                                         |        | 63.270 | 62.948 |        | 62.454 | 61.752 | 61.683 | 61.330 | 61.260 | 61.153 | 61.090 | 60.527 | 60.512 | 60.653 | 60.803 |        | 60.768 | 60.727 |

Von 33.230 km Betriebslänge waren zum 30. November 2017 20.107 km elektrifiziert (60,5 %). Bei rückläufiger Betriebsstellenlänge nahm der Elektrifizierungsgrad seit 1995 (45 Prozent) zu.

### Netzentwicklung in der Vergangenheit
Mitte 2000 ordnete das Eisenbahn-Bundesamt die Reaktivierung mehrerer Strecken in Thüringen an, die mit Verweis auf mangelnde Verkehrssicherheit 1997 – ohne die erforderliche Genehmigung des EBA – dauerhaft gesperrt wurden; zunächst angelaufene Instandsetzungsarbeiten waren abgebrochen worden.
Dem Unternehmen wurde wiederholt vorgeworfen, die ihm zustehenden Bundesmittel nicht in voller Höhe abzurufen. So wurden im Jahr 2000 insgesamt 1,1 Milliarden D-Mark nicht abgerufen, unter anderem weil Planungsvorläufe und rechtliche Verfahren nicht eingehalten wurden.
Im Januar 2005 gab DB Netz bekannt, bis 2010 insgesamt weitere 22.800 der damals 88.200 Weichen aus dem deutschen Schienennetz entfernen zu wollen. Dies resultierte in vielen Verspätungen durch den Wegfall von Kreuzungs- und Überholmöglichkeiten und in teils massiven Auswirkungen auf das Gesamtnetz.
Die Betriebslänge des DB Netzes lag Ende 2006 bei 34.019 km bei einer Gleislänge von 62.948 km. Die Zahl der Weichen ging im Jahresvergleich um 2110 auf 77.080 zurück; mit 1296 Weichen entfiel der Großteil davon auf Zugbildungs- und Behandlungsanlagen. Den durch Mängel auf dem Netz verursachten Fahrzeitverlust an der Gesamtfahrzeit gab das Unternehmen mit 2,4 Prozent an. Das durchschnittliche Alter der Anlagen, das bei stetigen Ersatzinvestitionen konstant bleiben würde, nahm bei Gleisen von 19,6 auf 19,8 Jahre zu, bei Weichen von 16,5 auf 16,9 Jahre.
Nach eigenen Angaben reduzierte das Unternehmen die Zahl der Langsamfahrstellen (La) im Lauf des Jahres 2007 um ein Drittel, wobei – aufgrund einer Konzentration auf Hauptstrecken – die Zahl der La-bedingten Verspätungsminuten um die Hälfte zurückgegangen sei.
Die DB Netz hat 2007 die Bundesmittel für Erhalt und Ausbau des Schienennetzes in Höhe von 3,58 Milliarden Euro komplett abgerufen. Ursprünglich war eine Investitionssumme des Bundes von rund 3,3 Milliarden Euro vorgesehen, die aber während des Jahres 2007 angehoben wurde. Die Gelder wurden vorwiegend in den Erhalt des bestehenden Netzes investiert. 1,6 Milliarden Euro wurden in den Oberbau, also die Erneuerung von Schienen, Schwellen und Schotter, investiert. Insgesamt wurden mehrere tausend Baumaßnahmen durchgeführt, bei denen 4.400 Kilometer Schienen und rund 1.800 Weichen erneuert sowie 3,9 Millionen Tonnen Schotter und über 3,3 Millionen Schwellen ausgetauscht wurden.
Ende Februar 2008 begann ein vierwöchiger Versuchsbetrieb zur Anhebung der maximalen Zuglänge in Teilen des deutschen Netzes von 700 auf 835 m. Die Erprobung erfolgt mit 30 Fahrten von Güterzügen auf der 210 km langen Strecke zwischen Maschen und Kolding. Langfristiges Ziel sind bis zu 1000 m lange Güterzüge. Die Maximallänge der Testzüge entspricht der im dänischen Netz allgemein zulässigen Höchstlänge von 835 m.
Im Rahmen des 2009 beschlossenen Konjunkturpaketes der Bundesregierung erhielt die Deutsche Bahn 1,3 Milliarden Euro für die Modernisierung von Strecken und Bahnhöfen. Davon entfallen allein 520 Millionen Euro in Neu- und Ausbauprojekte im Netz, darunter der Beschleunigung des Ausbaus der Strecke Berlin–Cottbus und der Ausbaustrecke München–Mühldorf–Freilassing.

### Netzentwicklung in der Gegenwart
Nachdem es in den letzten Jahren immer wieder Berichte über mangelhaften Zustand der Infrastruktur und Beschwerden mehrerer Kunden der DB Netz AG aufgrund von schlechtem Baustellenmanagement gekommen war, kam es im ersten und zweiten Quartal des Jahres 2022 zu einem dramatischen Einbruch der Pünktlichkeit auf dem Netz der Deutschen Bahn. Im Fernverkehr waren im Mai 2022 nur noch etwa 62 % der Züge pünktlich (einer der schlechtesten Werte in der Geschichte des Unternehmens) und Güterzüge standen oft tagelang still, weil maximale Kapazität des Netzes erreicht, auf einigen Streckenabschnitten auch bereits überschritten war. Kunden des Schienengüterverkehrs sowie Fachverbände kritisieren das Baustellenmanagement der DB Netz AG schon seit 2021. Zu oft würden wichtige Strecken gesperrt oder deren Kapazität durch Baumaßnahmen eingeschränkt, was zu massiven Beeinträchtigungen führe.

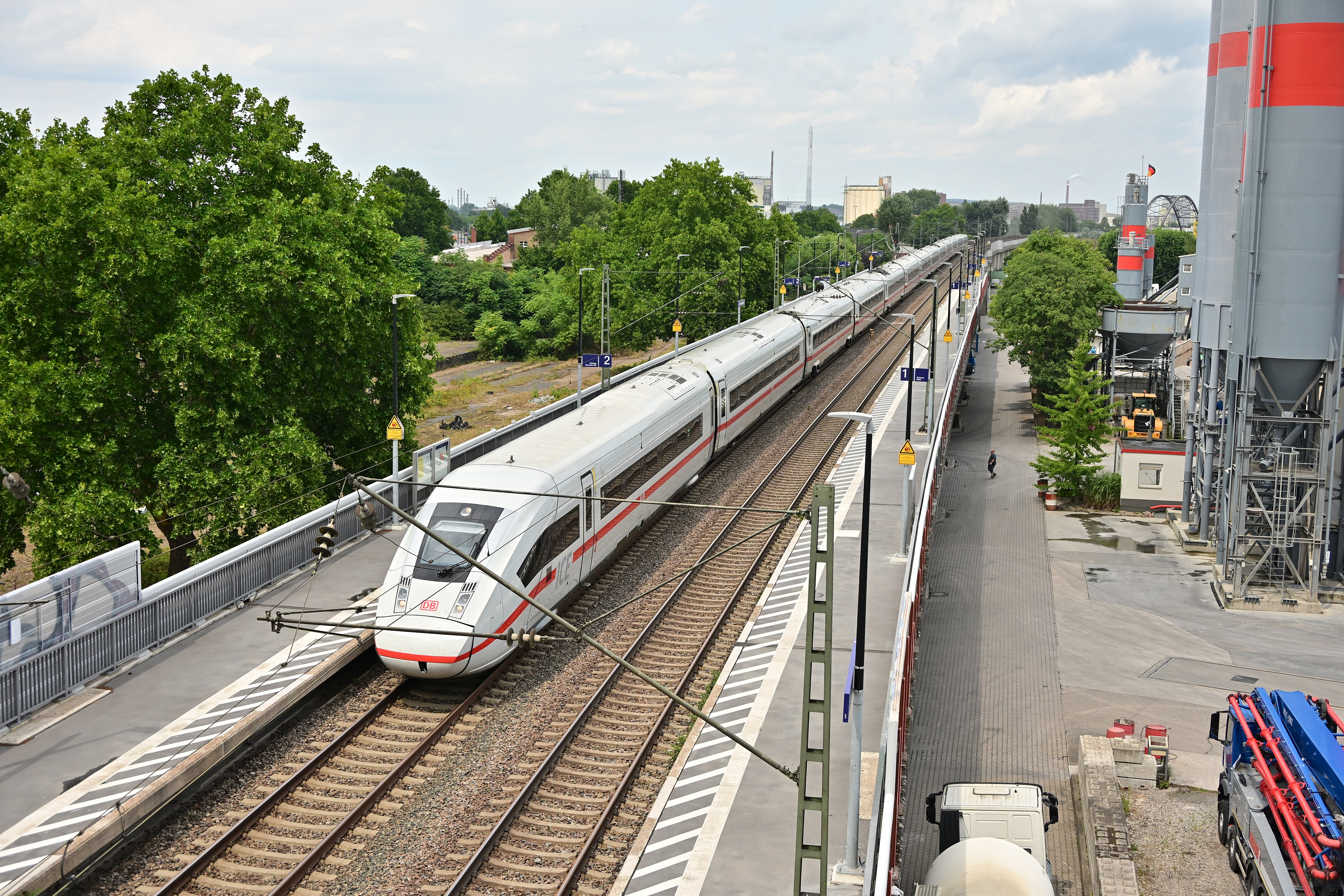
Ein ICE fährt von Frankfurt kommend auf der Westlichen Einführung der Riedbahn Richtung Mannheim Hauptbahnhof

Im Juni 2022 verkündeten der Vorstandsvorsitzende der Deutschen Bahn, Richard Lutz, und Bundesverkehrsminister Volker Wissing, hoch belastete Streckenabschnitte identifiziert zu haben und diese nun durch Generalsanierungen zuverlässiger machen zu wollen. Dies betrifft alle hoch belastete Streckenabschnitte mit einer besonders hohen Auslastung an Zügen. Beispiele hierfür sind die Riedbahn zwischen Frankfurt am Main und Mannheim sowie zahlreiche Strecken im Ruhrgebiet und auf der Nord-Süd-Achse von Hamburg über Hannover nach München. Im Jahr 2022 klassifizierte DB Netz etwa 3.500 km des Netzes als hoch belastet. Bis 2030 werde dieses hoch belastete Netz auf rund 9.000 Streckenkilometer anwachsen.
Um aus dem hoch belasteten Netz ein sogenanntes Hochleistungsnetz zu machen, möchten die DB und der Bund als Eigentümer beispielsweise durch den Wieder-/Neueinbau von Überleitstellen und Ausweichstellen, die mit hoher Geschwindigkeit befahren werden können, für mehr Kapazität und geringere Auswirkungen von Baumaßnahmen sorgen. Zudem soll das Baustellenmanagement verbessert und zukünftig mehrere Baumaßnahmen in eine dafür länger andauernde Sperrung gebündelt werden.
In einem Netzzustandsbericht vom März 2023 bewertete das Unternehmen, dass sich erhebliche Teile der Anlagen in einem schlechten, mangelhaften oder ungenügenden Zustand befinden. Dies betreffe 26 Prozent aller Weichen, 11 Prozent der Brücken, 22 Prozent aller Oberleitungen, 23 Prozent der Gleise, 42 Prozent der Bahnübergänge und 48 Prozent der Stellwerke im Netz. Des Weiteren bezifferte das Unternehmen den Investitionsbedarf in das Netz mit 89 Milliarden Euro. Der Vorstandsvorsitzende Philipp Nagl fasste zusammen: „Das deutsche Schienennetz ist in Teilen zu alt, zu störanfällig und bietet zu wenig Kapazität.“
In einer im Juni 2023 ausgestrahlten Ausgabe der RTL-Reportagen-Serie „Peter Kloeppel: Durchleuchtet“ berichtet ein Insider, das „DB-Netz ist als Ganzes ein Sanierungsfall“. Eine detaillierte Schwachstellen-Analyse des Schienennetzes von 2019 ergab gemäß dem Insider einen „erschütternd[en]“ Zustand, wodurch die Gefahr betrieblicher Zusammenbrüche und die Unfallgefahr des Schienennetzes steige. Gemäß einer Spiegel-Meldung vom Juli 2023 glauben nur ein Drittel der Teilnehmer einer Umfrage aus 2022 unter Beschäftigten der DB-Netz, dass die Unternehmensstrategie „starke Schiene“ bis 2030 erfolgreich umgesetzt werde.
Der Leiter des Fachgebiets Schienenfahrzeuge am Institut für Land- und Seeverkehr der TU Berlin / Eisenbahningenieur Markus Hecht wertete im Sommer 2023 interne Akten des Zeitraums zwischen Juni 2019 und Juni 2022 des Eisenbahn-Bundesamtes (EBA) über den Bahnschienen- und Bahnanlagenbetrieb der DB Netz AG aus und stellte eine „vernachlässigte Instandhaltung“ des Bahnbetriebs seitens von DB Netz AG fest. Das EBA kontrolliert den Bahnbetrieb stichprobenartig und greift bei festgestellten gravierenden Mängeln aktiv ein. Eisenbahningenieur Hecht attestiert den „unglaublich[en]“ Zustand des Schienennetzes aufgrund von „häufigen Weichen[-] und […] Signalstörungen“ als „sehr schlecht“. Außerdem stünden noch „unvorhersehbare Instandhaltungsmaßnahmen“ an.

## Netzzugang
Eisenbahnverkehrsunternehmen (EVU) können Fahrplantrassen der Infrastruktur bei der DB Netz AG bestellen. Dieser Trassenzugang muss nach den Regelungen des Allgemeinen Eisenbahngesetzes (AEG) gewährt werden und wird durch die Bundesnetzagentur für Elektrizität, Gas, Telekommunikation, Post und Eisenbahnen überwacht. Er unterliegt den Schienennetz-Nutzungsbedingungen (SNB) sowie den Netznutzungsbedingungen Netz (NBN)
Jeder Kunde (in der Regel Eisenbahnverkehrsunternehmen) wird seitens der DB Netz einem ihrer Regionalbereiche zur Betreuung und Abrechnung zugeordnet. In der Regel ist dies der Regionalbereich, in dessen Gebiet der Kunde seinen Sitz hat. DB Netz vermarktet an ihre Kunden Streckenkapazität (in Form von Fahrplantrassen) sowie örtliche Anlagen. Dies können beispielsweise Abstellgleise oder Elektranten sein.
Fahrplantrassen werden mit unterschiedlicher Fristigkeit vorbereitet. Zum einen gibt es den Netzfahrplan (= Jahresfahrplan) mit einer Vorlaufzeit von neun Monaten, in den überwiegend die langfristig geplanten Taktverkehre aufgenommen werden. Die verbleibende Streckenkapazität steht danach für den Gelegenheitsverkehr zur Verfügung. Die Vorlaufzeit für Gelegenheitsverkehre bemisst sich nach einigen Wochen bis hin zu wenigen Stunden. Für solche sehr kurzfristigen, oft aus Dispositionsgründen notwendigen Verkehre existiert in der Betriebszentrale jedes Regionalbereichs eine Ad-hoc-Gruppe, die die notwendigen Fahrplanunterlagen erstellt und diese den an der Durchführung der Zugfahrt beteiligten Stellen kurzfristig zuleitet. Eine Grundregel des Bahnbetriebs besagt, dass kein Zug ohne einen gültigen Fahrplan verkehren darf. Da die Planungskompetenz der Trassenkonstrukteure an der Grenze des eigenen Regionalbereichs endet, werden durch die Fahrplanabteilung falls notwendig Planer in anderen Regionalbereichen eingeschaltet. Ebenso kann DB Netz die Koordinierung mit anschließenden Eisenbahninfrastrukturunternehmen übernehmen (dies entspricht einer Forderung der EIBV).
Im Jahr 2003 erbrachten die nicht zum DB-Konzern gehörenden Eisenbahnverkehrsunternehmen auf dem DB Netz eine Leistung von 70 Millionen Trassenkilometern. Im Folgejahr lag der Wert bei 88 Millionen, im Jahr 2005 bei 110 Millionen. 2006 wurden 128 Millionen Trassenkilometer gezählt, im Jahr 2007 schließlich 146 Millionen.
Für den Jahresfahrplan 2005 wurden rund 46.300 Fahrplantrassen eingereicht. Mit fast 56.000 Trassenbestellungen wurde für den Jahresfahrplan 2011 ein neuer Rekordwert erreicht.
Die Abrechnung der Netznutzung erfolgt anhand des Trassenpreissystems (für die Nutzung durchgehender Hauptgleise) und des Anlagenpreissystems (hierunter fallen hauptsächlich Abstellgleise sowie weitere Serviceeinrichtungen wie z. B. Zugvorheizanlagen). Die Entnahme von elektrischer Energie aus der Fahrleitung oder die Nutzung von Tankanlagen wird nicht über DB Netz, sondern über die DB Energie abgerechnet. Die Nutzung von Bahnsteiganlagen fällt in das Sachgebiet der DB Station&Service und wird dort anhand des Stationspreissystems abgerechnet.
Im März 2013 entschied die Bundesnetzagentur, dass Kabelnetzbetreiber für die Verlegung eines Glasfaserkabels das vorhandene Kabelführungssystem, etwa Kabeltröge und Leerrohre, und Brücken, Böschungen und Dämme der DB Netz AG an den Bahntrassen nutzen dürfen. Entsprechende Angebote muss demnach die DB Netz unterbreiten. Der dänische Telekommunikationsnetzbetreiber Global Connect hatte die Bundesnetzagentur um eine Entscheidung gebeten.

## Kundenstruktur
Neben den Tochterunternehmen der Deutschen Bahn AG (unter anderem DB Fernverkehr, DB Regio und DB Cargo) sind über 300 weitere Eisenbahnverkehrsunternehmen Kunden von DB Netz (Stand: Oktober 2006). Beispiele hierfür sind u. a. Transdev, Netinera, Die Länderbahn, RheinCargo, Rail4captrain, TX Logistik, Kreisbahn Siegen-Wittgenstein oder Hupac.

## Organisation

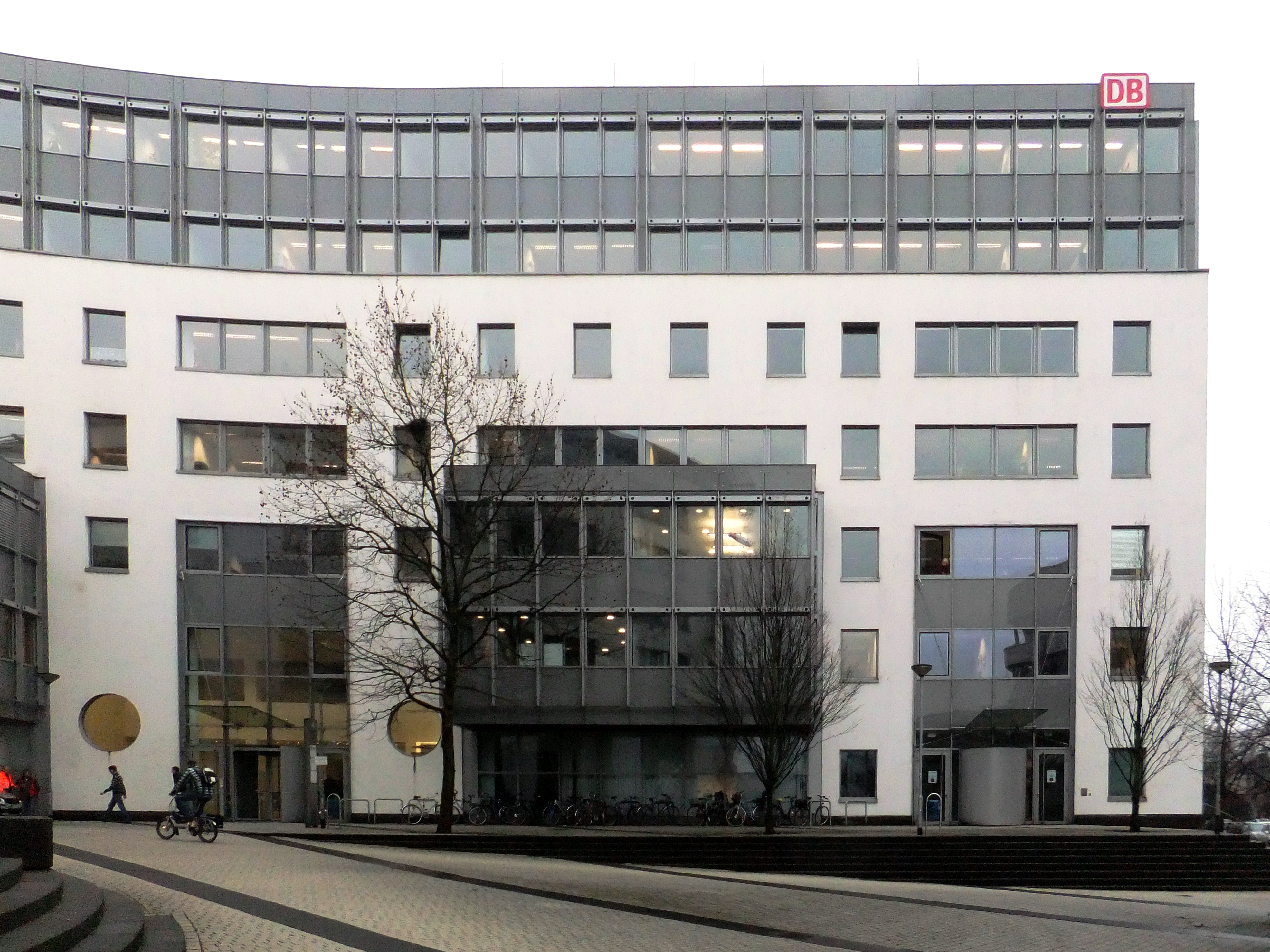
Region Mitte und Netzleitzentrale in Frankfurt am Main

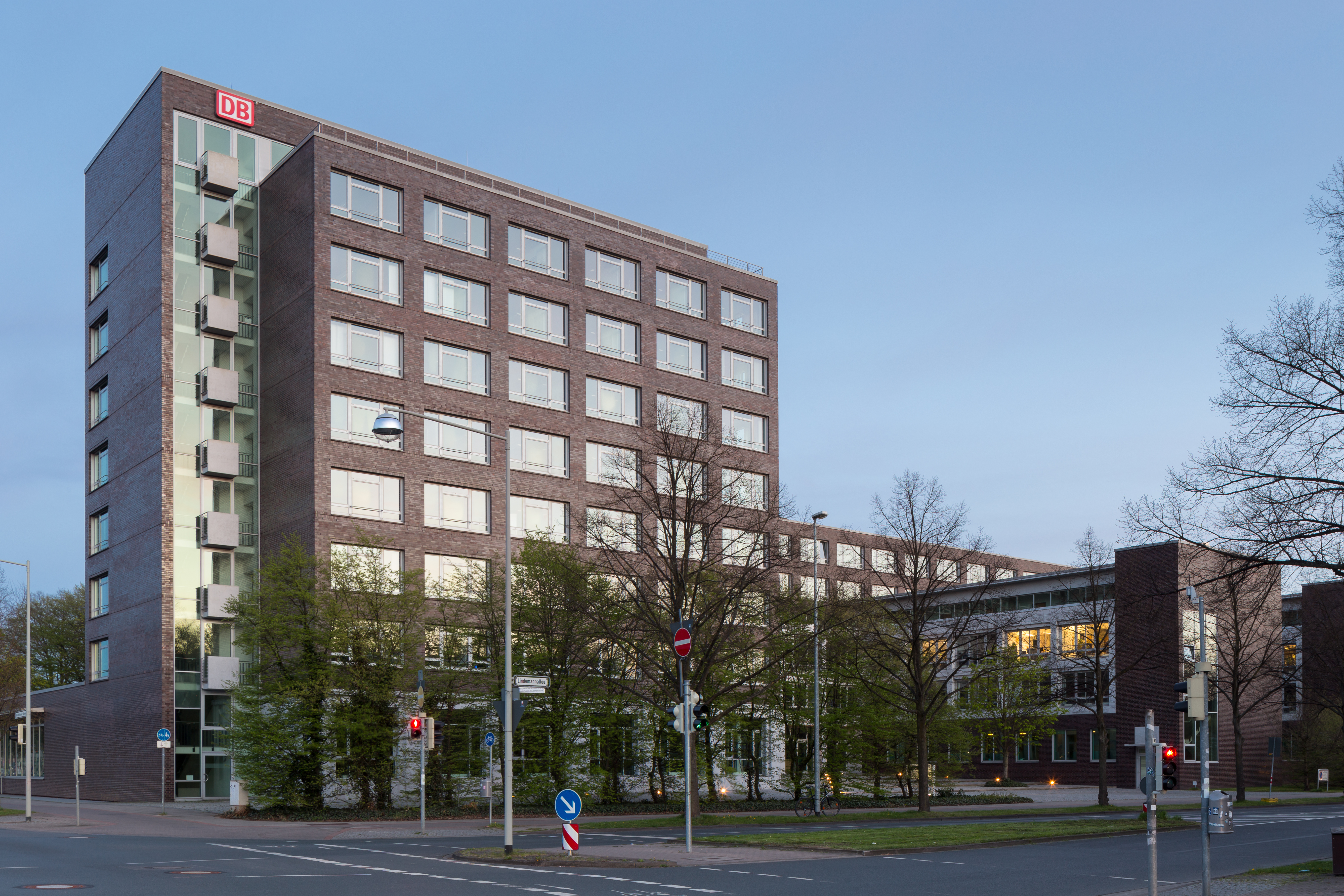
Sitz der Region Nord in Hannover-Bult

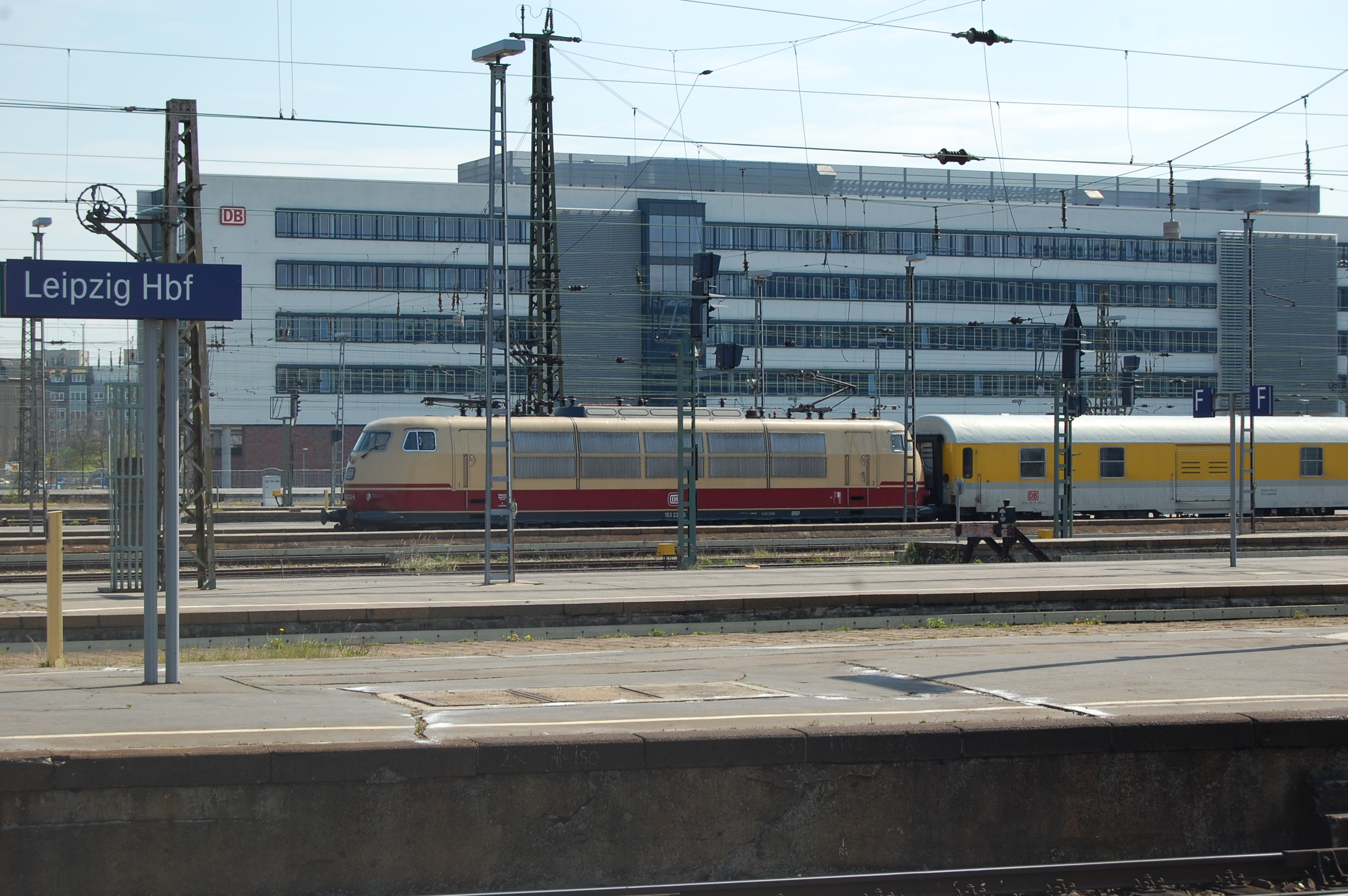
DB Netz Region Südost am Hauptbahnhof Leipzig

Die DB Netz tritt durch eine Zentrale mit Sitz in Frankfurt am Main sowie sieben Regionen auf. Die Standorte der Regionen verantworten den Betrieb. Die Standorte befinden sich in Berlin (Region Ost), Frankfurt am Main (Region Mitte), Duisburg (Region West), Hannover (Region Nord), Karlsruhe (Region Südwest), Leipzig (Region Südost) und München (Region Süd). Jede Region verfügt über mehrere Netz-Standorte, die für die Durchführung der Instandhaltung verantwortlich sind.

### Ressorts
Die DB Netz wird durch sechs Vorstandsressorts vertreten. Vorstandsvorsitzender ist Philipp Nagl. Die Ressorts werden geleitet von Heinz Siegmund (Personal), Heike Junge-Latz (Anlagen- und Instandhaltungsmanagement), Jens Bergmann (Finanzen und Controlling), Ingrid Felipe (Infrastrukturplanung und -projekte), Christian Gruß (Betrieb, Fahrplan, Vertrieb und Kapazitätsmanagement) sowie Volker Hentschel (Vorstandsbeauftragter Digitale Schiene Deutschland).

### Geschäftseinheiten
Innerhalb der DB Netz ist die Anlagen- und Betreiberverantwortung für die Infrastruktur an so genannte Geschäftseinheiten (GE) delegiert. Die Geschäftseinheiten sind verantwortlich für Investitionen in das Bestandsnetz sowie für die Instandhaltung sämtlicher übertragener Anlagen.

#### Geschäftseinheit Fern- und Ballungsnetz (FuB)
Die Geschäftseinheit Fern- und Ballungsnetze verantwortet die wichtigen Strecken des Netzes. Ihre Hauptaufgabe ist die Bestandssicherung des Streckennetzes.

#### Geschäftseinheit Regionalnetze
Die Geschäftseinheit Regionalnetze betreibt sowohl Strecken als auch Bahnhöfe abseits der großen Magistralen. Ihre Hauptaufgabe ist der Betrieb von Strecken mit lediglich regionaler Bedeutung.
Zwischen 2001 und Anfang 2008 gründete DB Netz insgesamt 40 Regionalnetze.

### Umsatz / Mitarbeiter
Der Umsatz der DB Netz AG im Jahr 2017 betrug 5,64 Mrd. Euro.
Das Unternehmen beschäftigte zum Ende des Geschäftsjahres 2017 insgesamt 41.362 Mitarbeiter.
Die Anzahl der Mitarbeiter steigt seit 2010 kontinuierlich an.
|                    | 2020   | 2017   | 2016   | 2015   | 2014   | 2013   | 2012   | 2011   | 2010   | 2009   | 2008   |
| ------------------ | ------ | ------ | ------ | ------ | ------ | ------ | ------ | ------ | ------ | ------ | ------ |
| Umsatz (Mio. Euro) | 5.660  | 5.642  | 5.509  | 4.804  | 4.725  | 4.556  | 4.478  | 4.382  | 4.270  | 4.124  | 4.113  |
| Mitarbeiter        | 50.330 | 41.362 | 39.999 | 39.243 | 36.818 | 35.972 | 35.249 | 35.070 | 34.020 | 34.363 | 34.900 |
| 1. 2.              |        |        |        |        |        |        |        |        |        |        |        |

### Fahrzeuge

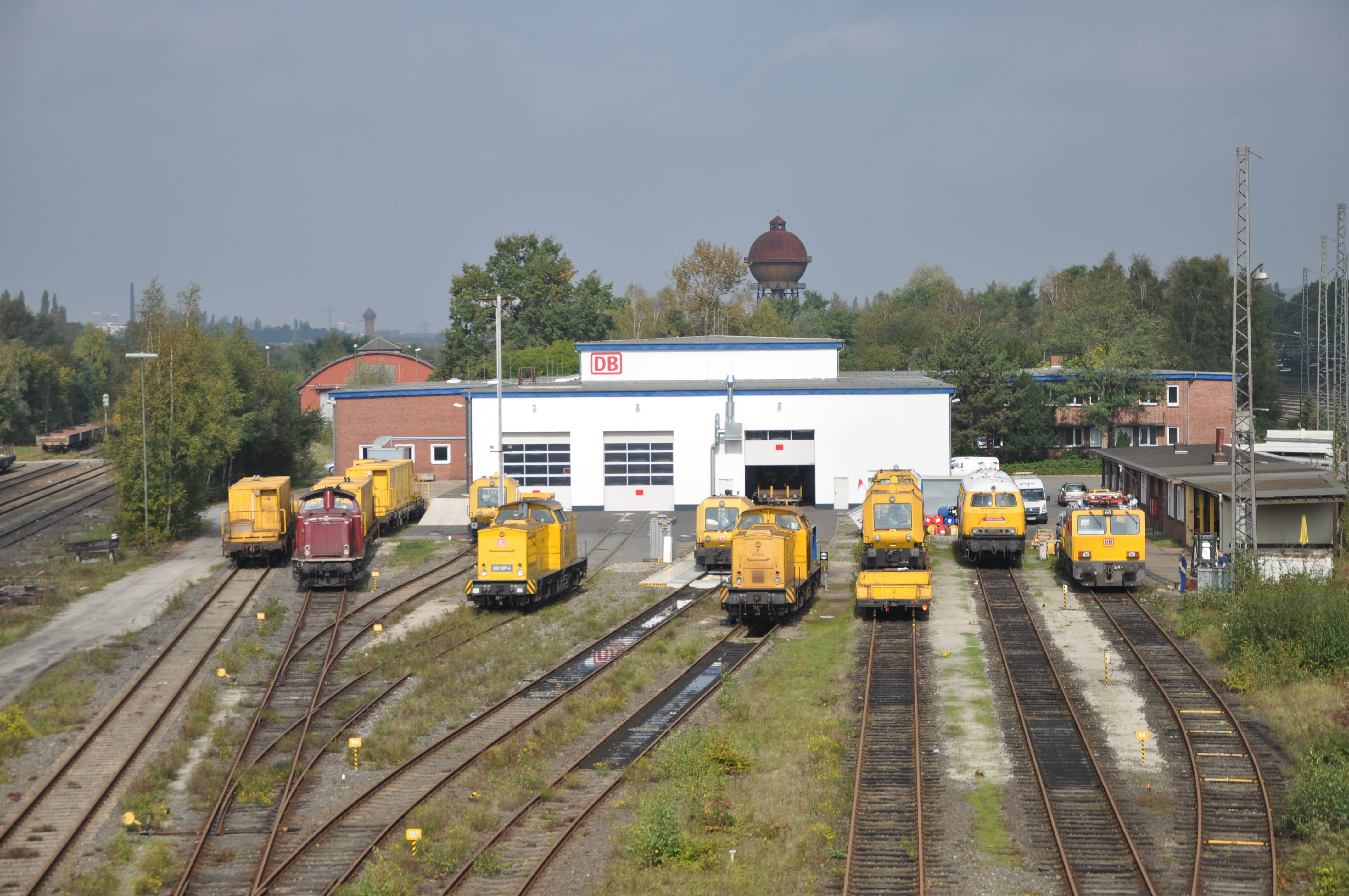
Verschiedene Bahndienstfahrzeuge der DB Netz in Duisburg-Wedau

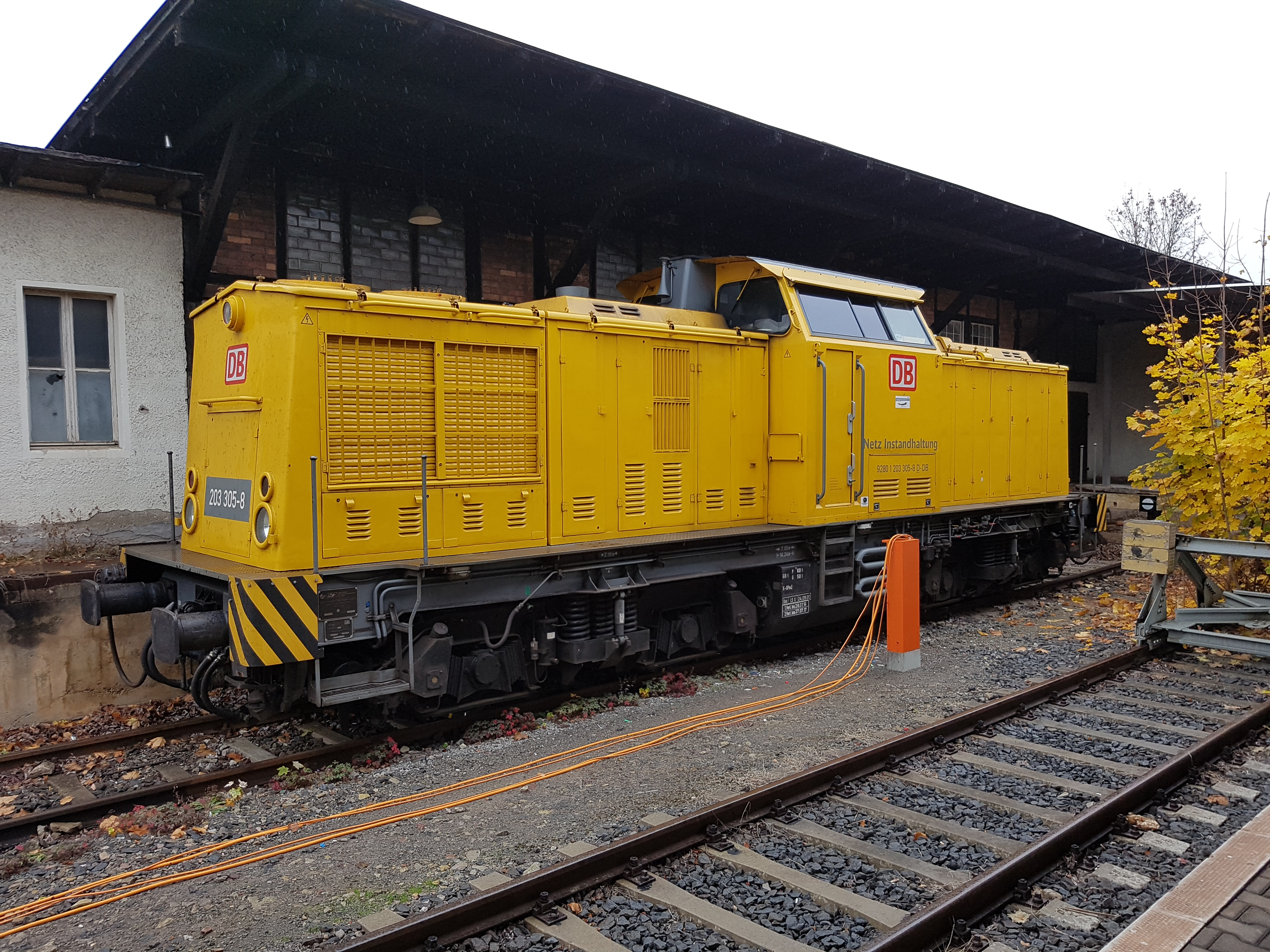
Baureihe 203 in Meiningen

Zur Instandhaltung des Schienennetzes unterhält DB Netz rund 750 Bahndienstfahrzeuge, hierzu zählen unter anderem Gleisarbeits- und Instandhaltungsfahrzeuge für die Oberleitung, Messzüge, Notfalltechnik, Gleisbaumaschinen, Tunnelinspektionsfahrzeuge und Schneeräumtechnik. Die Fahrzeuge sind dem Maschinenpool von DB Netz zugeordnet, ihre Einsatzbereitschaft wird dort von 400 Mitarbeitern sichergestellt. Die Wartung und Reparatur der Fahrzeuge geschieht in fünf Werkstätten an den Standorten Berlin, Nürnberg, Hannover, Duisburg und Karlsruhe. Pro Jahr werden rund 60 Millionen Euro in neue Fahrzeuge investiert.
Um Schienen zu reparieren und Gleislagen zu korrigieren, betreibt der Maschinenpool Gleisbaumaschinen, Hochleistungsschleifmaschinen sowie Fräs- und Einzelfehlerstopfmaschinen. Auch die vorsorgende Bearbeitung der Gleise durch Schienenschleifen wird durch Mitarbeiter des Maschinenpools geplant und durchgeführt. Hierzu stehen seit 2014 zwei Hochleistungsschleifmaschinen zur Verfügung.
Die Notfalltechnik hilft beim Bergen liegengebliebener Fahrzeuge sowie bei Unfällen. Deren Fahrzeugpark wird gegenwärtig erneuert, dies betrifft 49 Hilfszüge mit Aufgleistechnik, sieben Tunnelrettungszüge und fünf Kranzüge.